# Aplidium sagresensis
Aplidium sagresensis is een zakpijpensoort uit de familie van de Polyclinidae. De wetenschappelijke naam van de soort is voor het eerst geldig gepubliceerd in 1993 door Ramos-Espla, Turon & Vazquez.